# Pachycispia catalaiella
Pachycispia catalaiella är en fjärilsart som beskrevs av Pierre E.L. Viette 1954. Pachycispia catalaiella ingår i släktet Pachycispia och familjen tandspinnare. Inga underarter finns listade i Catalogue of Life.